# Dilhan Eryurt

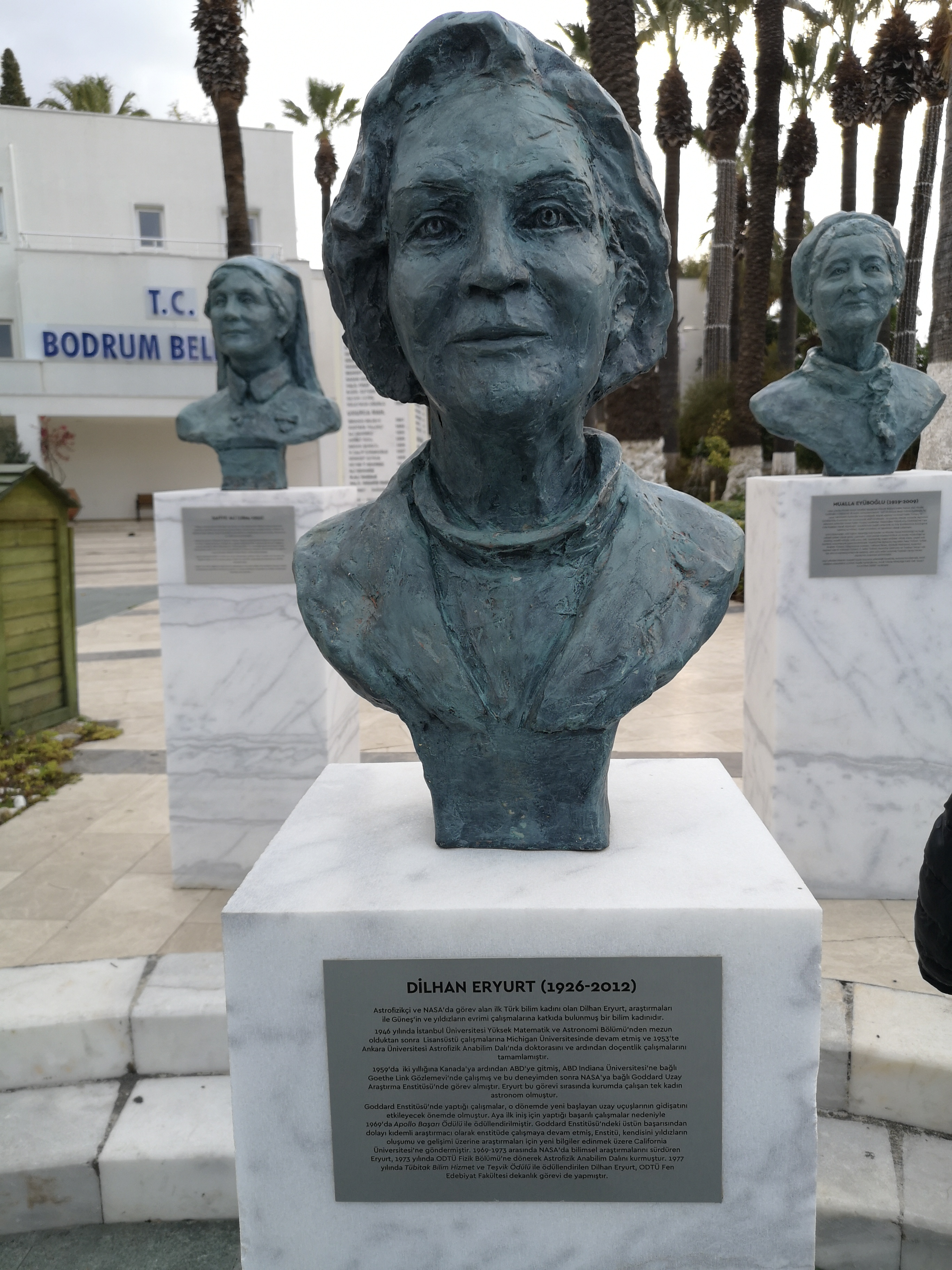
Büste von Dilhan Eryurt

Dilhan Eryurt (* 29. November 1926 in Izmir; † 13. September 2012 in Ankara) war eine türkische Astrophysikerin. Eryurt war die erste türkische Wissenschaftlerin, die bei der National Aeronautics and Space Administration (NASA) arbeitete. Sie gründete den Fachbereich Astrophysik an der Technischen Universität des Nahen Ostens (ODTÜ, meist engl. METU) in Ankara und war Dekanin der Fakultät für Wissenschaft und Literatur an der METU.

## Leben
Eryurt wurde 1926 in Izmir als Tochter des Politikers Abidin Ege geboren, der 1944 die Provinz Denizli als Abgeordneter in der Großen Nationalversammlung der Türkei vertrat und auch Unterstaatssekretär im Landwirtschaftsministerium war. Im Stadtteil Bornova sollte der Vater eine landwirtschaftliche Hochschule gründen.:6
In den folgenden Jahren zog die Familie zuerst nach Istanbul, später dann nach Ankara. Dort besuchte Eryurt erst die Volksschule und später eine weiterführende Mädchenschule. Dort entwickelte sie ein besonderes Interesse für Mathematik und begann nach ihrem Schulabschluss ein Studium am Fachbereich für Mathematik und Astronomie an der Istanbul Üniversitesi und spezialisierte sich im Verlauf des Studiums auf Astronomie.
Nach dem erfolgreichen Studienabschluss im Jahr 1946 arbeitete sie zwei Jahre lang ohne Lohn als wissenschaftliche Assistentin von Tevfik Oktay Kabakçıoğlu, der an der Ankara Üniversitesi einen Fachbereich für Astronomie einrichten sollte. Eryurt nahm anschließend ein Graduiertenstudium an der University of Michigan auf, promovierte 1953 am Fachbereich Astrophysik an der Universität Ankara und arbeitete dort anschließend als Associate Professor. Häufig arbeitete sie in dieser Zeit mit Egbert Adriaan Kreiken, der zu dieser Zeit in der Türkei forschte und lehrte.:7
Im Jahr 1959 ging Eryurt mit einem zweijährigen Stipendium nach Kanada zur Internationalen Atomenergie-Organisation. Hier arbeitete sie bei Alastair Cameron. Anschließend forschte sie mit einem Stipendium von Soroptimist International an der Indiana University in den Vereinigten Staaten an der Erstellung von Sternenmodellen am Goethe-Link-Observatorium. Sie arbeitete dort mit Marshal H. Wrubel. Sie wechselte an das Goddard Space Flight Center der NASA und arbeitete dann mit Cameron an Modellen zur Entwicklung der Sonne. Zu diesem Zeitpunkt war sie die einzige Frau, die an dieser Institution forschte. Sie beschäftigte sich insbesondere mit Sternen, die ganz aus Wasserstoff bestehen, und Sternen mit geringerer Masse.
Dilhan Eryurts Arbeit am Goddard Institute war wegweisend und enthüllte einige neue Erkenntnisse zur Sonne. Die bis dahin vertretene Ansicht, die Helligkeit und die Intensität der Sonne habe in den ersten vier Milliarden Jahren seit ihrer Entstehung zugenommen, wurde korrigiert, nachdem Eryurt ermittelt hatte, dass die Sonne in der Vergangenheit heller und wärmer gewesen war. Diese Forschungen waren auch bedeutend für kommende Raumflüge. Man verlieh ihr 1969 den Apollo Achievement Award für ihre erfolgreiche Arbeit bei der ersten Mondlandung der Apollo 11. Nach zwei Jahren am Goddard Institute arbeitete Eryurt dort als Leiterin einer Forschungsgruppe. Das Institut schickte sie an die University of California, wo sie zur Entstehung und Entwicklung von Sternen forschte. 
Im Jahr 1968 ging sie in die Türkei zurück und organisierte den ersten Nationalen Astronomiekongress mit Unterstützung der Türkischen Anstalt für Wissenschaftliche und Technologische Forschung (TÜBITAK). Gleichzeitig dozierte sie als Gastprofessorin an ihrer Alma Mater.
Zwischen 1969 und 1973 arbeitete sie erneut für die NASA. 1973 kehrte sie in ihr Heimatland zurück, wurde ordentliche Professorin und übernahm die Gründung eines Fachbereichs für Astrophysik am Institut für Physik der Technischen Universität des Nahen Ostens. Im Jahr 1977 verlieh man ihr den TÜBITAK Science Award. 1988 leitete sie sechs Monate den Fachbereich Physik und wurde dann Dekanin der Fakultät für Wissenschaft und Literatur. Im Jahr 1993 trat sie in den Ruhestand.
Eryurt starb 2012 an den Folgen eines Herzinfarkts.

## Familie
Eryurt war mit dem Juristen und Politiker Sabahattin Eryurt verheiratet.:8

## Ehrungen
Seit 2017 führt die Technische Universität des Nahen Ostens in Ankara jährlich den Dilhan-Eryurt-Astronomie-Tag durch, der an die Astronomin erinnern soll und den Austausch zwischen Studierenden und Wissenschaftlern im Bereich der Astronomie fördern soll.
Am 20. Juli 2020 ehrte sie Google mit einem eigenen Schriftzug (Google Doodle) als erste türkische Wissenschaftlerin bei der NASA.